# Guillaume Cammas
Pour les articles homonymes, voir Cammas.
Guillaume Cammas, né en 1698 à Aignes (Haute-Garonne) et mort à Toulouse en 1777, est un peintre et architecte français.

## Biographie
Guillaume Cammas est l'élève du peintre Antoine Rivalz. Il lui succède comme  directeur de l'École de dessin et de sculpture après sa mort, en 1738. Sous son impulsion est créée une Société des beaux-arts, en 1745. L'École et la Société sont logées dans son atelier. Grâce à l'intervention d'un associé honoraire de la Société, Louis de Mondran, Louis XV a accordé des lettres patentes pour l'établissement d'une Académie royale de peinture, sculpture et architecture de Toulouse, le 25 décembre 1750,.
Après son séjour parisien, entre 1729 et 1736, il est nommé, dès son retour, peintre de l'hôtel de ville de Toulouse.
On lui doit la façade du Capitole de Toulouse, réalisée entre 1750 et 1760,, bâtie entre 1750 et 1759. 
Il est l'un des créateurs de l'Académie royale de peinture, sculpture et architecture de Toulouse où son rôle de professeur fut déterminant. 
Il s'est marié en 1742 avec Marie Anne Lambert. On doit à son fils, Lambert-François Cammas, les plans du transept de l'église Saint-Pierre des Chartreux de Toulouse et de la décoration de son dôme.